# Ni Hong
Ni Hong (em chinês simplificado: 倪红, em chinês tradicional: 倪紅, em pinyin: Ní Hóng; Pequim, 28 de fevereiro de 1986) é uma ex-esgrimista chinesa de sabre, medalhista olímpica e mundial.
Ela integrou a equipe nacional que conquistou a medalha de prata nos Jogos Olímpicos de Pequim, além de uma medalha de prata no Mundial de Antália. Em campeonatos asiáticos, Hong conquistou três medalhas, incluindo dois ouros e um bronze.

## Carreira
Em 1 de junho de 2007, Ni Hong disputou o Grande Prêmio de Tianjin. Já em maio de 2008, no mesmo local, alcançou as oitavas de final quando terminou na décima quinta posição. Em 18 de agosto daquele ano, Hong integrou a equipe nacional de sabre no evento dos Jogos Olímpicos de Pequim. Ela não disputou embates nas quartas de final contra a Polônia. Já nas semifinais, ela disputou dois embates contra as francesas, nos quais obteve um triunfo sobre Carole Vergne e um revés para Leonore Perrus. Na derrota para as ucranianas na decisão, Ni Hong venceu dois embates, incluindo a partida contra Olha Kharlan. Esta última conquistou 21 toques, sendo considerada a responsável pela medalha de ouro da Ucrânia.
No ano seguinte, conquistou a medalha de bronze por equipes no Campeonato Mundial de Antália. Em novembro, tornou-se campeã asiática no competição realizada em Doha; na ocasião, venceu Chow Tsz Ki de Honguecongue. No mesmo campeonato, conquistou uma medalha de ouro em 2010 e uma medalha de prata em 2011, ambas por equipe.
Em eventos da Copa do Mundo, Hong repetiu os feitos chegando nas oitavas de final em mais três ocasiões: Grande Prêmio de Foggia (março de 2009), Grande Prêmio de Tianjin (maio de 2009),, e Grande Prêmio de Moscou (março de 2011). Seu maior resultado ocorreu na temporada de 2009-10, quando terminou na quinta posição da Copa da Inglaterra, realizada em Londres.